# ديريك موراي
ديريك موراي (بالإنجليزية: Derek Murray)‏ (26 نوفمبر 1960 بدنفيرملين في المملكة المتحدة - ) هو لاعب كرة قدم بريطاني في مركز الظهير. لعب مع دندي يونايتد وريث روفرز ونادي ماذرويل.

## وصلات خارجية
- ديريك موراي على موقع قاعدة بيانات كرة القدم.إي يو (الإنجليزية)